# Julie Ertz
Julie Beth Ertz (Mesa, Arizona, 1992. április 6. –) világbajnok amerikai női válogatott labdarúgó. A Chicago Red Stars középpályása.

## Pályafutása

### Klubcsapatokban
A National Women's League 2014-es draftjának első körében került a Chicago Red Stars együtteséhez. Első mérkőzését 2014. április 19-én a Western New York Flash ellen játszotta és az 59. percben szerzett találatával segítette győzelemre csapatát.

## Sikerei, díjai

### Válogatott
Egyesült Államok
- Világbajnok (2): 2015, 2019
- Olimpiai bronzérmes (1): 2020
- Aranykupa győztes (2): 2014, 2018
- Algarve-kupa győztes (1): 2015
- SheBelieves-kupa győztes (4): 2016, 2018, 2020, 2021
- Nemzetek Tornája győztes (1): 2018
- Négy Nemzet Tornája győztes (2): 2008, 2011
- U20-as világbajnok (1): 2012

### Egyéni
- Az év amerikai labdarúgója (2): 2017, 2019

## Magánélete
2017. március 26-án összeházasodott Zach Ertz profi amerikaifutball-játékossal.